# Рут Клюґер
Рут Клю́ґер (нім. Ruth Klüger; 30 жовтня 1931, Відень — 6 жовтня 2020, Ірвайн) — професорка-емеритка з німецьких студій у Каліфорнійському університеті в Ірвайн, яка пережила Голокост. Авторка бестселеру «weiter leben: Eine Jugend» про своє дитинство в Третьому Райху.

## Біографія
Рут народилася у Відні 30 жовтня 1931 року. 
У березні 1938 року гітлерівські війська увійшли до Відня. Аншлюс Австрії Третім Райхом глибоко вплинув на життя 6-річної Клюґер: дівчинка була змушена постійно змінювати школи й виросла у все більш ворожому й антисемітському середовищі. Її батько, єврейський гінеколог, втратив ліцензію і згодом потрапив до в'язниці за незаконні операції з аборту.
Після аншлюсу Рут разом із мамою була депортована до концтабору Терезієнштадт, тоді їй було 11 років; її батько намагався втекти за кордон, але його затримали та вбили. Через рік її перевели до Освенцима, потім до Крістіанштадта, підтабору Ґросс-Розена. Після Другої світової війни в 1945 році вона оселилася в баварському містечку Штраубінґ, згодом почала вивчати філософію та історію у філософсько-теологічній Вищий Школі в Реґенсбурзі.
У 1947 році емігрувала до США та вивчала англійську літературу в Нью-Йорку та німецьку літературу в Берклі. Клюґер отримала ступінь магістра в 1952 році й докторки наук — у 1967 році. Вона працювала професоркою коледжу німецької літератури у Клівленді, Огайо, Канзасі та Вірджинії, а також у Принстоні та Університеті Каліфорнії в Ірвайні.
Клюґер була визнаною експерткою з німецької літератури, особливо з Лессінґа та Кляйста. Вона проживала в Ірвайні, Каліфорнія та в Геттінгені. Письменниця померла в себе вдома в Ірвайні 7 жовтня 2020 року.
Її спогади «Досі жива» (Still Alive) в основному зосереджуються на часі, проведеному в концтаборах, і критично ставляться до музейної культури навколо Голокосту.

## Премії
Клюґер отримала багато премій, серед яких:
- Rauriser Literaturpreis (1993)
- Johann-Jacob-Christoph-von Grimmelshausen-Preis (1993)
- Niedersachsenpreis (1993)
- Marie Luise Kaschnitz Prize[en] (1995)
- Andreas Gryphius Prize[en], honorary prize (1996)[13]
- Heinrich-Heine-Medaille (1997)
- Osterreichischer Staatspreis fur Literaturkruk (1998)
- Prix de la Shoah (1998)
- Thomas Mann Prize[en] (1999)
- Preis der Frankfurter Anthologie (1999)
- Медаль Гете (2005)
- Roswitha Prize[en] (2006)
- Lessing-Preis des Freistaates Sachsen (2007)
- Hermann-Cohen-Medaille (2008)
- Ehrenmedaille der Stadt Göttingen (2010)
- Austrian Danubius Donauland Nonfiction Book Prize (de[de]) (2010), for her life's work[14][15]
- Theodor-Kramer-Preis (2011)